# Zhang Shuo
Zhang Shuo (en chino tradicional, 張爍; en chino simplificado, 张烁; pinyin, Zhāng Shuò; Pekín, 17 de septiembre de 1983) es un exfutbolista chino que jugaba en la posición de delantero.

## Carrera

### Club
| Periodo   | Club                              | País      | Apariciones | Goles |
| --------- | --------------------------------- | --------- | ----------- | ----- |
| 2002-2010 | Tianjin Teda                      | China     | 131         | 31    |
| 2010      | Persik Kediri                     | Indonesia | 10          | 3     |
| 2010–2011 | Newcastle Jets                    | Australia | 8           | 1     |
| 2011–2015 | Guangzhou R&F                     | China     | 51          | 12    |
| 2015      | →Tianjin Songjiang (cedido)       | China     | 12          | 1     |
| 2016–2017 | Tianjin Quanjian                  | China     | 7           | 0     |
| 2017      | →Jiangsu Yancheng Dingli (cedido) | China     | 22          | 2     |

## Selección nacional
Jugó para China en 10 ocasiones de 2003 a 2010 y anotó un gol; el cual fue en una victoria por 6-0 ante Líbano en un partido amistoso el 3 de julio de 2004. Participó en la Copa Asiática 2004.

### Goles internacionales
| # | Fecha              | Lugar                                                       | Oponente | Gol | Resultado | Competición |
| - | ------------------ | ----------------------------------------------------------- | -------- | --- | --------- | ----------- |
| 1 | 3 de julio de 2004 | Centro de Deportes Olímpicos de Chongqing, Chongqing, China | Líbano   | 5-0 | 6-0       | Amistoso    |

## Logros

### Tianjin Quanjian
- Primera Liga China: 2016[8]